# Huetars
Els huetars van ser un important grup d'indígenes de Costa Rica, que a mitjan segle xvi habitava en el centre del país. També se'ls esmenta amb el nom de güetares o pacacuas. Els huetars foren la nació indígena més poderosa i millor organitzada de Costa Rica a l'arribada dels espanyols.
Durant el segle xvi, dominaven diversos cacicatges que s'estenien des de la costa del Pacífic costariquenya fins al Vessant de l'Atlántico. Les cròniques espanyoles esmenten una miríada de pobles i els reis que els governaven, entre els quals destaquen el regne de Garabito, situat en el Vessant del Pacífic central i la conca del riu Grande de Tárcoles, fins al riu Virilla i la Serralada Volcànica Central; el regne de Pacaca, en l'actual cantó de Mora, i el Senyoriu del Guarco, en l'actual Valle del Guarco, en la província de Cartago, fins a les planes del Carib Central i Chirripó. La seva cultura va pertànyer a l'Àrea Intermèdia d'Amèrica, i es va destacar principalment pels seus treballs en pedra, com són els metates, escultures, taules i altars cerimonials; i la no pràctica de l'antropofàgia o canibalisme. El seu idioma, la llengua huetar, una de les llengües txibtxa, es va constituir en la llengua franca del país. Encara que aquesta llengua es troba extinta, sobreviu en una gran quantitat de topònims de Costa Rica com Aserrí, Tucurrique o Barva.
Un petit grup huetar ha pogut sobreviure als nostres dies, compost per uns 1.000 individus aproximadament. Està localitzat a la part alta del Territori Indígena de Quitirrisí, en la carretera entre el cantó de Mora i el de Puriscal. Hi ha un altre assentament huetar en Zapatón, en el cantó de Puriscal, tots dos en la província de San José. També es troben famílies disperses a la zona de Cerrito de Quepos i llocs veïns. Aquests individus han perdut la seva llengua, però encara conserven algunes de les seves creences, artesanies, cuina i medicina tradicionals.

## Etimologia
El nom "huetars", així com el de "chorotegues", és atribuït al conqueridor espanyol Gonzalo Fernández de Oviedo, derivats del nom de dos cacics: el rei Huetara, cacic de Pacaca (actual Tabarcia, a l'est de Santiago de Puriscal), i Chorotec o Chorotega, cacic de la zona que ocupava el Pacífic Central (territori que cobria els plans d'Esparza i els del riu Tivives). Molina Montes de Oca aclareix sobre aquest tema:
| « | Probablement l'imaginatiu cronista espanyol va prendre la idea del costum espanyol (herència dels grecs i els romans) de pluralitzar el nom patern com a cognom dels fills: González, per Gonzalo; Fernández, per Fernando, etc. | » |

## Àmbit geogràfic dels huetars
No s'ha determinat amb exactitud quins pobles indígenes de Costa Rica han de considerar-se en rigor de debò com huetars. L'idioma huetar sembla haver estat una llengua franca que parlaven o almenys comprenien la major part de les comunitats que al segle xvi habitaven el territori costariqueny pertanyent a l'espai cultural conegut com a Àrea Intermèdia, especialment a la Vall Central i la conca dels rius Virilla i Grande de Tárcoles fins a la seva desembocadura al Pacífic. Com a característiques comunes d'aquestes comunitats cal esmentar patrons d'assentament relativament dispers; agricultura basada en el blat de moro, els frijols i altres cultius; gran refinament en el treball d'objectes en pedra (metates, escultures, taules i altars cerimonials, etc.), absència d'antropofàgia, etc. No obstant això, no existia unitat política entre elles, i més aviat sembla haver-hi hagut una gran varietat de relacions, que anaven des de la subordinació i l'aliança fins a l'enemistat i els enfrontaments bèl·lics. Alguns dels principals regnes huetars semblen haver estat els del rei Garabito, en el vessant del Pacífic; el regne de Pacaca, i els vasts dominis dels reis Guarco i Correque, que s'estenien des dels marges del riu Virilla fins a Chirripó.

## Vida i costums
La seva principal activitat econòmica consistia en la sembra de tubercles, com la yuca, i del palmell de pejibaye. D'aquesta última processaven la chicha, amb la qual s'embriagaven en les cerimònies religioses i del tronc de les quals fabricaven els arcs i les fletxes. Altres cultius que desenvolupaven, encara que de menor importància, eren el blat de moro i el cacau. El desenvolupament del comerç es basava en el barata.
Complementaven l'agricultura amb la caça, efectuada amb arc i fletxa, sarbatana, paranys, cercles de foc, etc., i amb la pesca, que la realitzaven amb xarxes, amb les mans, amb fletxes, etc.
La tela usual que utilitzaven en la seva forma de vestir era fabricada de l'escorça d'un arbre que els conqueridors van cridar «mastate». Sobre aquest particular, Doris Stone indica que «els homes usaven eslips i armilles curtes, i les dones enagus que arribaven fins als genolls, però usaven induments de cotó en ocasions especials».
El cacic posseïa l'autoritat, obtinguda en forma hereditària. La seva organització social es dividia en tres grups: la classe alta, formada pel cacic i la seva família, així com pels sacerdots i els sukia o mèdics fetillers, la classe mitjana constituïda pel poble, i els esclaus, els qui ocupaven l'estrat més baix de la societat.
Els conflictes bèl·lics eren pràctica comuna. Entre els seus costums estava la de matar als presoners i tallar-los els caps, les quals mantenien en qualitat de trofeu. Fins a les dones anaven a la guerra i ajudaven als seus homes ja fos aconseguint-los llances i vares, o bé, tirant-los pedres als adversaris.
Els huetars rendien culte al Sol i a la Lluna. Amb tal fi, construïen altars i monticles de pedra. A més, veneraven els ossos dels seus avantpassats. Enterraven les restes del difunt juntament amb diversos objectes que en vida li pertanyien i els seus esclaus, sacrificats per tal motiu, doncs es pretenia que els anessin d'utilitat en l'altra vida.

El sacrifici humà era comunament practicat en activitats funeràries o religioses. Seleccionaven a un grup de persones, que eren conduïdes a l'altar, on serien sacrificats. En 1527, Fernández Oviedo escrivia sobre aquest tema: 
| « | Toman una muger u hombre... é súbenlo en el dicho monte é ábrenle por el costado é sácanle el corazón, é la primera sangre del es sacrificada al sol. E luego descabezan aquel hombre e otros quatro o cinco sobre una piedra... y echan los dichos cuerpos assi muertos á rodar... donde son recogidos, é después comidos por manjar sancto e muy presciado. | » |

Es van distingir pels seus treballs en pedra, entre els quals realitzaven planxes allargades amb figures humanes en la part superior, figures tallades, guerrers que sostenien destrals i caps en forma de trofeu, pedres en forma piramidal amb inscripcions i dibuixos, etc.

## Els huetars alseglexvi
La primera referència coneguda sobre aquest grup és la consignada en el recompte de l'expedició de Gil González Dávila (1522-1523) pel que fa al rei Huetar o Huetara, que habitava en el vessant del Pacífic costariqueny, a uns 44 quilòmetres de la costa, possiblement en els voltants de l'actual població de Tabarcia.
Els indígenes de Pacaca, regne el centre principal del qual estava precisament en els veïnatges de l'actual Tabarcia, van ser sotmesos entre 1524 i 1526 al règim d'encomana en favor de conqueridors instal·lats a la vila de Bruselas, en la banda oriental del golf de Nicoya. Un document de 1548 diu que el conqueridor Francisco Hernández de Córdoba va repartir als indígenes de les regions properes a Bruselas «i al dit Juan Esteban va encomanar en els termes de la dita vila de Bruselas, els indis de Nicopasaya i Pacaca en els Bueters». Els bueters, nom que sens dubte és una versió de huetars, van ser portats prestar serveis forçosos a Bruselas, la qual cosa sens dubte va generar en ells una gran animositat contra els espanyols. cal esmentar que l'ordinari Juan Esteban havia format part de l'expedició de Gil González Dávila, per la qual cosa va haver de ser dels primers espanyols que van tenir contacte amb els indígenes costariquenys de l'interior.
La desaparició definitiva de Brussel·les en 1527 va permetre als huetars recobrar la seva llibertat. En la seva documentada obra Garcimuñoz, la ciutat que mai va morir (1993), Carlos Molina Muntes de Oca va plantejar la possibilitat que els supervivents d'aquest grup no van retornar a Pacaca, sinó que es van fer forts en el massís muntanyenc de l'Alvocat i van estendre el seu domini a la regió costanera, en xoc amb els grups mesoamericans de Gurutina i Chorotega. A l'arribada del conqueridor Juan de Cavallón y Arboleda en 1561, aquest regne indígena comprenia les serres de l'Alvocat, les planes de San Mateo i Orotina (vall de la Cruz) i els plans d'Esparza. El seu monarca en el decenni de 1560 era el llegendari Garabito, que va presentar una aferrissada resistència als espanyols.

## Els regnes huetars

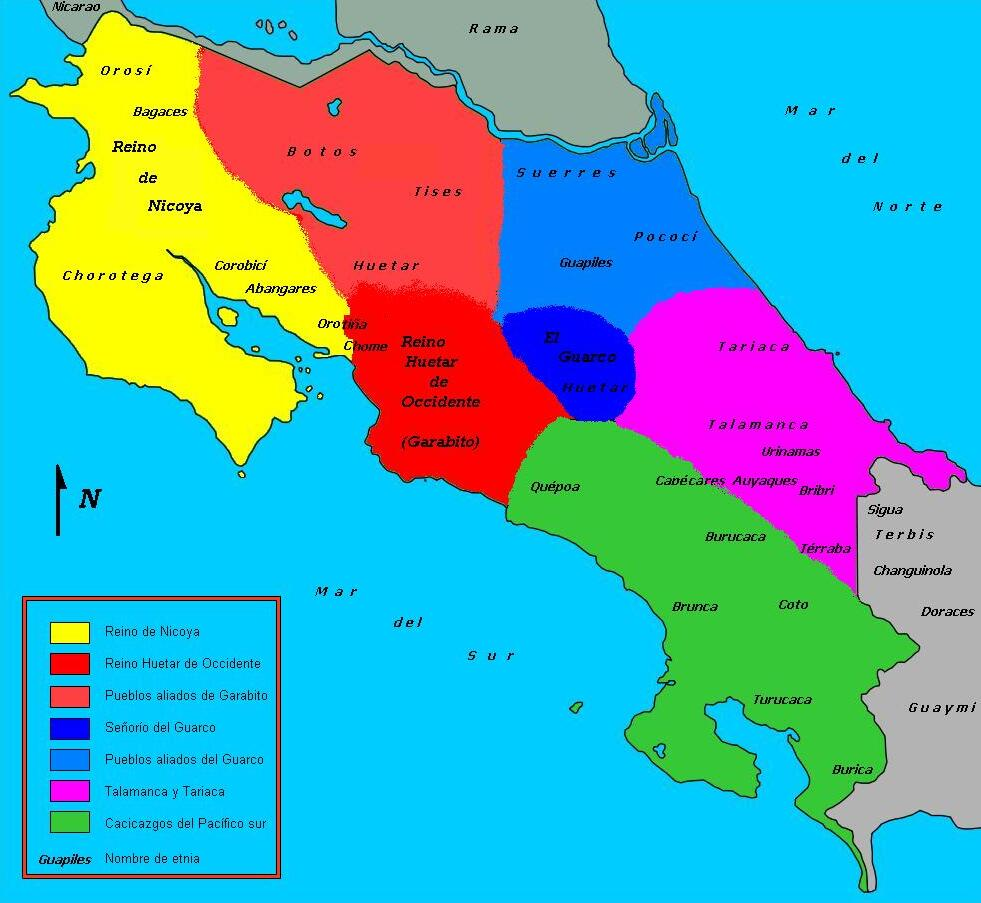
Mapa de les societats autòctones costariquenyes al a l'arribada dels espanyols. Els regnes huetars d'Orient i Occident van dominar gran part de la Vall Central, i parts del litoral atlàntic i el pacífic central de Costa Rica.

La historiografia tradicional ha dividit als huetares en huetares d'Occident i d'Orient i ha assenyalat el riu Virilla com a fita entre tots dos. No obstant això, segons exposa Molina Montes de Oca, entre els huetars de Garabito i els situats en Pacaca no sembla haver existit relació alguna de subordinació o dependència, encara que pertanyessin al mateix grup cultural, per la qual cosa aquest autor prefereix denominar-los amb els noms de huetars del nord i huetars del sud. A l'arribada dels espanyols, Garabito tenia sota la seva autoritat a altres reis, que en un document de 1569 s'enumeren amb els noms de Cobobici (potser corobicís), Abaçara, Chucasque, Barva i Yoruste. D'aquest últim es diu que confinava amb Curriravá (Curridabat), població situada en el sector Occidental de la Vall Central de Costa Rica, al sud del riu Virilla, per la qual cosa pot dir-se de manera general que els dominis de Garabito s'estenien des de la costa pacífica fins a aquest riu. En el regne de Pacaca, independent de Garabito, governava en el decenni de 1560 un rei anomenat Coquiva, que es va sotmetre primerencament als espanyols, però el seu àmbit geogràfic d'autoritat no sembla haver estat molt vast. L'autoritat dels reis dels anomenats huetars d'Orient, que en el decenni de 1560 van ser El Guarco i Correque (batejat després amb el nom de Fernando Correque) sí que sembla haver aconseguit un àmbit molt extens de dominació, des dels marges del Virilla fins a la regió de Chirripó, amb nombrosos reis i pobles vassalls o subordinats, entre ells Aserrí, Corriravá (Curridabat), Ujarrás, Atirro, etc.
Altres pobles del sud i el sud-est de Costa Rica, tals com els de Quepoa, Boruca, Tariaca, etc., encara que pertanyessin a l'Àrea Intermèdia, no es consideren habitualment com huetars, ja que parlaven altres llengües, tenien elements culturals distintius i propis, i no semblen haver tingut relacions de dependència amb els grups huetars de la regió central.
miniatura|Cistellera huetar

## Desaparició de la cultura huetar
Els diversos regnes huetars van ser gradualment sotmesos pels espanyols en la segona meitat del segle xvi, i les seves societats van ser desestructurades gairebé per complet. Tant el rei Garabito com el Rei Fernando Correque van acabar per rendir vassallatge als espanyols. Se'ls va obligar a assentar-se en les reduccions establertes per les autoritats espanyoles i l'Església, en una cadena de pobles situats en àrees geogràficament accessibles a la població espanyola com Barva, Pacaca, Curridabat, Aserrí, Cot, Quircot, Tobosi, Ujarrás, Orosi, Tucurrique, Turrialba i uns altres. Aquests pobles van quedar sotmesos a les institucions de l'encomienda i el repartiment. Delmats per les malalties, el treball forçós i la destrucció de les seves maneres tradicionals de producció i de vida, els huetars van sofrir un ràpid procés d'aculturació, que va portar a la desaparició total de la seva llengua, la seva religió, els seus noms propis i molts altres elements de la seva cultura; per exemple, se sap que para 1675 tots els indígenes de la Vall Central de Costa Rica parlaven ja espanyol. Actualment, l'únic grup indígena que conserva algunes tradicions de la cultura huetar és el dels indígenes de Quitirrisí, Morado, Ticufres, Guayabo i Jaris, en el cantó de Mora; Polca, Bocana, Quivel i Zapatón, en el cantó de Puriscal, tots dos en la província de San José; i els poblats de Cerro Nen i Cerritos, al cantó d'Aguirre, a més d'alguns focus disseminats en el cantó de Parrita, tots dos en la província de Puntarenas